# De Cock en de naakte juffer
De Cock en de naakte juffer is het veertiende deel van de De Cock-serie, en het twaalfde deel waarin De Cock het onderzoek leidt. Auteur Albert Cornelis Baantjer maakt vooraf excuses aan zijn lezers vanwege het dozijn doden. Het verhaal handelt om de moord op een hoogleraar en gaandeweg wordt een serie van moorden gepleegd en opgelost en de seriemoordenaar gevonden.

## Verhaal
Rechercheur De Cock van het bureau Warmoesstraat geeft aan het begin van het verhaal zijn collega Vledder de complimenten door van commissaris Buitendam. Zijn collega heeft bij de arrestatie 2 weken eerder van de heroïnekoning Raymond Verbruggen een ongevaarlijke schotwond opgelopen. Vervolgens wordt er een rouwcirculaire gebracht. Onder protest van Vledder gaan de rechercheurs samen naar de begrafenis van de omgekomen Frederik Johannes van Dinterloo. Ze noteren alle kentekens. Onder de voorruit van de politie-Volkswagen zit na afloop een kaartje van Casa Erotica onder de ruitenwisser, met een geschreven hint naar de naakte juffer.
Vledder haalt boven tafel dat Frederik slechts 32 jaar is geworden en reeds op zijn 28e hoogleraar was. Hij werd weggekocht door het bedrijf ITO. Hij laat een echtgenote en een dochtertje van 3 jaar achter. Hij reed bij Ilpendam in een flauwe bocht het Noordhollandsch Kanaal in en werd dood uit zijn auto gehaald. Wederom onder protest van Vledder gaat De Cock naar Casa Erotica waar Groninger Ben, de scepter zwaait. Ze komen te weten dat een goede week eerder er inderdaad een stel mannen van ITO de club heeft bezocht. Maar sindsdien is de 23-jarige Sylvia van Regensbergen niet meer op de club verschenen. Ze was onlangs gescheiden van de succesvolle zakenman Jacob van Tongeren. Op haar huisadres in De Bijlmer verschaft De Cock zich toegang met hulp van het apparaatje van Handige Henkie. De twee rechercheurs vinden ter plekke het lijk van Sylvia met verminkte oogkassen. Op een van de bij haar aangetroffen visitekaartjes van Casa Erotica staat geschreven: “Freek van Dinterloo, Rozenlaan 387 in Bloemendaal.
Namens de hoofdcommissaris draagt commissaris Buitendam De Cock plotsklaps het integrale onderzoek op naar een stedelijk totaal van 9 moorden. De zeven die het hoofdstedelijke team van de moordbrigade een half jaar vruchteloos heeft onderzocht, de gevonden Sylvia, en een nieuw slachtoffer. Het bestaande speciale team van 24 man wordt van de zaak gehaald. Ook in dat vruchteloze onderzoek zijn alleen vrouwelijke slachtoffers met verminkte oogkassen gevonden. Bovendien is er nu een negende soortgelijke moord gepleegd in het eigen district van het bureau Warmoesstraat. Antoinette Henriette van Deijl. Dokter Den Koninghe komt haar dood vaststellen en constateert bovendien een ingeslagen schedel zonder moordwapen. De Cock laat het bestuderen van al de voorgaande 7 dossiers aan Vledder over, om niet bevooroordeeld te raken. Op de plaats delict meldt zich de vriendin van het jongste slachtoffer, Josje van Aerdenhout. Eveneens gescheiden en moeder van 2 kinderen. Later op het bureau komt de ex-man van het slachtoffer Charles Roozenblad zich melden. Hij heeft het slachtoffer reeds dood aangetroffen. De Cock gelooft hem en laat hem vooralsnog gaan.
In Bloemendaal praat De Cock persoonlijk bij met de weduwe Van Dinterloo. De rechercheur is vooral geïnteresseerd in de tekst van de rouwcirculaire: “Op verzoek van de overledene geen krokussen of andere bloemen”, een tekst die de overleden automobilist zelf kort voor zijn ongeluk had opgeschreven. Haar overleden echtgenoot werd amoureus belaagd door de vrouw van de ITO-directeur, Diana van Gellecom. Laatstgenoemde had er op gehint dat zij haar dertig jaar oudere echtgenoot binnen een week kon laten overlijden. Op de nacht van het ongeluk was Frederik vanuit Diana’s villa in De Rijp het Noordhollandsch Kanaal ingereden.
Bij de sectie door dr. Rusteloos merkt de lijkschouwer op dat hij deze negende keer wederom zijn vorige rapporten vrijwel geheel kan kopiëren. Uitgestoken ogen en schedelbreuk aan de rechterslaap. Rechercheur Vledder heeft uitgezocht dat alle slachtoffers gescheiden waren of in echtscheidingsprocedure en bovendien een tijdje bij de Sociale Dienst kwamen. De dossierhouder was daar steeds ene juffrouw van Gravensteijn. Smalle Lowietje biecht aan De Cock op dat hij de rouwcirculaire van Sylvia heeft gehad en dat hij persoonlijk het kaartje van Casa Erotica onder de ruitenwissers heeft geschoven. Bovendien noemt de caféhouder spontaan de term: “Karatemoorden”.
Sportschoolhouder en oud-politieman Jan van Looyen maakt De Cock vertrouwd met de twee karatetechnieken die op de negen vrouwen zijn toegepast. Vledder spiekt in de ledenlijst van de sportschool en komt daar Charles Roozenblad en Diana van Gellecom tegen. De rechercheurs zoeken immers een seriemoordenaar zonder moordwapen. Ze zoeken Catharina Gravensteijn op en bezoeken vervolgens de begrafenis van Antoinette. Als Josje van Aerdenhout niet op de begrafenis aanwezig is, vindt een gehaaste De Cock haar thuis als tiende slachtoffer. Via achtergelaten vingerafdrukken komt De Cock te spreken met Mr.E.G. Hazenberg, advocaat-procureur, die de gescheiden vrouwen juridisch bijstond in hun echtscheidingsprocedure. De Cock en Vledder rijden naar De Rijp en confronteren Diana van Gellecom verbaal met “de naakte juffer”. Ze valt flauw.
Collega rechercheur Fred Prins brengt de Cock in contact met heer Wijnperser, die actie voert voor gescheiden mannen. De Cock probeert met hem een profiel te schetsen van ‘de-meest-slechte-gescheiden-vrouw’. Commissaris Buitendam roept De Cock op het matje. Er zijn te weinig vorderingen en Heer Van Gellecom heeft geklaagd over de behandeling van zijn vrouw. De Cock riposteert dat de echtgenoot nog blij mag zijn dat hij leeft. Op dat moment krijgt commissaris Buitendam telefonisch te horen dat Van Gellecom na een hartaanval in het ziekenhuis te Purmerend ligt. “Eruit”, is zijn bevel aan zijn ondergeschikte. In Purmerend komt de Cock via een bevriend huisarts Jan van Aken aan de urine van de directeur van ITO.
In Smalle Lowietje maakt de Cock een afspraak met advocaat Hazenberg. Hij legt daar de basis voor een valstrik voor de seriemoordenaar. Ook Diana wordt in het rechercheteam opgenomen. Ze dient zich aan bij het prestigieuze kantoor van Mr. Hazenberg. Ze speelt met verve haar rol als potentieel ‘de-meest-slechte-gescheiden-vrouw’. De Cock plaatst haar bij gebrek aan beter in Sylvia’s flat in De Bijlmer en treft daar samen met Dick Vledder en Fred Prins de seriemoordenaar. Het is de oudste klerk van het kantoor van Mr. Hazenberg, Gajus van Leeuwen. Laatstgenoemde verkiest om buiten de handen van de rechercheurs te blijven en springt van 7 hoog naar beneden. Hij overlijdt enige tijd later.
Bij hem thuis legt De Cock aan Dick Vledder en Fred Prins. Mevrouw De Cock is bedroefd dat Robert Antoine van Dijk er niet bij is. Jurre legt haar uit dat hij in het vervolg in zijn mooie kostuums de externe relaties van een grote bankinstelling verzorgt en vertelt hoe de ontknoping tot stand kwam. Hij had van Buitendam carte blanche gekregen en had zulks hard nodig gehad. De Cock chanteerde Mr. Hazenwinkel tot medewerking door hem te dreigen met reputatieschade inzake zijn amoureuze escapades met de aantrekkelijkste van zijn cliëntes. En Diana van Gellecom kreeg voor haar medewerking als potentieel elfde slachtoffer een buisje urine terug van haar echtgenoot. Laatstgenoemde was een beetje vergiftigd met herfsttijloos, ook wel najaarskrokus genaamd. Diana wist dat haar prachtige plant het giftige colchicine bevatte, waarmee ze haar man als waarschuwing ziek had gemaakt. Gajus heeft vlak voor zijn overlijden alle tien de moorden bekend. Hij was een gefrustreerde gescheiden man met 2 kinderen en een forse alimentatie. Dick Vledder wist door zijn gedwongen dossierkennis dat alle vrouwen bij het kantoor van Mr. Hazenberg liepen. Diana van Gellecom had haar man vergiftigd met “de naakte juffer”, precies zo als ze Frederik beloofd had te doen. Laatstgenoemde vertelde na de ‘clubavond’ van ITO in Casa Erotica zijn problemen aan Sylvia, die na zijn auto-ongeluk de naakte juffer onder de aandacht van de recherche bracht. De Cock dwong Diana tot medewerking als potentieel elfde slachtoffer.
Het boekt eindigt met de begrafenis, waarbij De Cock een verzoening bewerkstelligt tussen de schoondochter en de moeder van de moordenaar.

## Voetnoot
1. ↑  International Tropic Oil.
2. ↑  De Cock maakt zich wat belachelijk door zijn gevraag over een ‘naakte juffer’.
3. ↑  Als hij met Vledder later naar Purmerend rijdt memoreert De Cock dat schrijver Baantjer daar woont.
4. ↑  De auteur heeft het abusievelijk over ‘colchecine’.